# Хужир
Хужир (рос. Хужир) — станція Улан-Уденського регіону Східносибірської залізниці Росії, розташована на дільниці Заудинський — Наушки між станціями Джида (відстань — 14 км) і Харанхой (14 км). Відстань до ст. Заудинський — 218 км, до державного кордону — 35 км.